# Nikolski (roman)
Pour les articles homonymes, voir Nikolski.
Nikolski est un roman québécois paru en 2005 écrit par l'auteur Nicolas Dickner et publié chez Alto. Depuis sa parution, le roman n'a cessé de remporter des prix prestigieux tel le Prix littéraire des collégiens, le Prix des libraires du Québec et le Prix Anne-Hébert. 

## Synopsis
Nikolski raconte l'histoire de trois personnages qui ont tous un parent commun, Jonas Doucet. Ces trois protagonistes, le narrateur, Joyce et Noah, vivent plusieurs aventures qui sont toutes plus ou moins reliées les unes aux autres. Le roman accorde une grande importance à certains thèmes comme les îles, la mer, les voyages, l'identité personnelle, les ordures et la consommation. Le roman est divisé en cinq époques : 1989, 1990, 1994, 1995 et 1999. Chaque chapitre du livre se concentre sur un des trois personnages principaux.

## Style
Nikolski est un roman postmoderniste qui utilise à plusieurs reprises l'intertextualité.